# 장 바티스트 드 라 살
성 장 바티스트 드 라 살(라틴어: Sanctus Iohannes Baptiste De La Salle, 프랑스어: Saint Jean-Baptiste de La Salle, 1651년 4월 30일 - 1719년 4월 7일)은 프랑스의 로마 가톨릭교회 사제이자 교육 개혁가, 그리스도 학교 수도회의 창설자이다. 훗날 그는 로마 가톨릭교회에 의해 성인으로 시성되었으며, 교육자들의 수호성인으로 지정되었다.
장 바티스트 드 라 샬은 가난한 어린이들을 위한 교육을 위해 일생 동안 헌신하였다. 그는 최초의 가톨릭 학교를 설립한 이로도 알려져 있다.